# Националсоцијалистички програм
Националсоцијалистички програм (познат и као Програм 25 тачака) је био политички програм Националсоцијалистичке немачке радничке партије, усвојен 1918. године. Он је представљао мешавину националистичких и социјалистичких идеја. Програм је најпре био сачињен за Немачку националсоцијалистичку партију, 1918. године, а након њене реорганизације за Националсоцијалистичку немачку радничку партију, 1920. године.
Програм НСДАП је као своју главну тачку истицао уједињење свих Немаца у велику јединствену немачку државу. Истицало се да грађани такве Немачке могу бити само они који су Немци по крви, односно да потичу из чистокрвних немачких бракова. Оштро се противе емигрантима, и захтевају да сви грађани Немачке који нису Немци, а у њу су се уселили након 2. августа 1914. године, буду приморано исељени.
Нацисти су инсистирали на омогућавању зараде и рада свим Немцима. Они су сматрали да Јевреји не могу бити део немачког народа, и зато им треба одузети сва права и конфисковати целокупну имовину. Насупрот томе, захтевали су једнака права и обавезе за све оне који буду били грађани Рајха.
Након пораза Немачке у Другом светском рату, Националсоцијалистичка немачка радничка партија је престала са радом. Ипак, почеле су да настају партије које су делимично преузимале њен програм, не само у Немачкој већ и у читавој Европи.

## 25 тачака програма НСДАП
1. Захтевамо уједињење свих Немаца у Велику Немачку на основу права националног самоопредељења.
2. Захтевамо једнака права за немачки народ у односима са другим нацијама, и опозив мировних споразума у Версају и Сен-Жермену.
3. Захтевамо земљу и територију (колоније) да би се наш народ прехранио и за насељавање вишка нашег становништва.
4. Само они који су припадници нације могу бити грађани Државе. Само они који имају немачку крв, без обзира на вероисповест, могу бити припадници нације. Стога, Јевреји не могу бити припадници нације.
5. Они који нису грађани могу живети у Немачкој само као гости и морају бити подређени законима за странце.
6. Право на бирање владе и изгласавање закона државе припада само грађанима. Стога захтевамо да ниједну јавну функцију, било које природе да је она, у Рајху, покрајини или мањим местима не може водити нико ко није грађанин. Боримо се против корумпиране парламентарне администрације где се места попуњавају према партијском опредељењу, без препорука о карактеру и способностима.
7. Захтевамо да се држава пре свега обавеже да ће обезбедити сваком грађанину могућност за пристојан живот и зарађивање за живот. Ако не буде могуће да се храни цела популација онда странци (не грађани) морају бити протерани из Рајха.
8. Све имиграције не-Немаца морају бити спречене. Захтевамо да сви не-Немци који су ушли у Немачку после 2. августа 1914. буду приморани да напусте Рајх одмах.
9. Сви грађани морају имати једнака права и дужности.
10. Прва дужност сваког грађанина мора бити ментални и физички рад. Активности појединца не смеју се сукобити са општим интересима, али се морају наставити унутар заједнице и морају бити за опште добро. Стога, захтевамо:
11. Незарађени приходи да буду укинути.
12. С обзиром на огромне жртве људства и имовине које захтева нација у сваком рату, личне добити које произилазе из рата морају се сматрати као злочин против нације. Стога захтевамо немилосрдно одузимање ратног профита
13. Захтевамо национализацију свих послова који су се претворили у корпорацију (trusts).
14. Захтевамо расподелу добити великих индустријских предузећа.
15. Захтевамо широк развојни систем за старосно осигурање.
16. Захтевамо стварање и одржавање здраве средње класе, непосредну комунализацију великих радњи које ће бити јефтиније изнајмљене малим трговцима а највећа пажња се мора придати свим малим трговцима ради одређивања њиховог места у Држави и општем уређењу.
17. Захтевамо реформу земљишта прикладну нашим националним захтевима, доношење закона о одузимању земљишта за опште добро, без компензација. Укидање изнајмљивања земље као и забрану свих спекулација у земљи.
18. Захтевамо да се немилосрдан рат води против оних који раде на повређивању општег добра. Организовани криминалци, зеленаши, профитери...морају бити кажњени смртном казном, без обзира на вероисповест и расу.
19. Захтевамо да римско право, које служи материјалистичком нарушавању света, буде замењено немачким општим законима.
20. Држава мора да размотри темељне реконструкције нашег националног система образовања (у циљу тога да сваки способан и вредан Немац добије могућност вишег образовања и да на тај начин добије могућност напредовања). Наставни планови и програми свих образовних установа морају бити прилагођени потребама реалног живота. Циљ школовања мора бити да ђак, почев од првог знака интелигенције, схвати националну државу (кроз учење грађанских послова). Захтевамо да надарена деца сиромашних родитеља, без обзира на њихов положај и струку, буду учена о трошку државе.
21. Држава мора обезбедити да се стандарди националног здравља повећају тиме што ће се заштитити мајке и одојчади, забранити рад малолетницима, повећати физичка кондиција увођењем обавезне гимнастике и спорта и тиме што ће се пружити највећа подршка удружењима која се баве физичким тренинзима младих.
22. Захтевамо укидање плаћеничке војске и стварање националне војске.
23. Захтевамо легални рат против промишљених политичких лажи и ширења истих по штампи. Да би се олакшало стварање немачке националне штампе, ми захтевамо: а) Да сви уредници и сарадници новинског издаваштва које се појављује на немачком језику морају бити чланови нације; б) Да се не-немачке новине могу објављивати уз посебне дозволе државе и не смеју бити објављене на немачком језику; в) Да не-Немцима буде забрањено законом да имају учешће у финансијама или учешће у немачким новинама, и да ће казна за кршење овог закона бити сузбијање таквих новина и тренутно депортовање не-Немаца који су укључени у то. Новине које не доприносе општем добру нације морају бити забрањене. Захтевамо законске мере против тих тенденција у уметности и књижевности које уздрмавају наш национални живот као и суспензију културних догађаја који крше ове захтеве.
24. Захтевамо слободу за све религијске исповести у држави уколико оне не угрожавају њено постојање и не вређају морална осећања немачке расе. Партија, има позитиван став према хришћанству али се не везује ни за једну посебну вероисповест. Она се, унутар ње или ван, бори против јеврејског материјалистичког духа и уверена је да наша нација може бити трајно здрава само ако се заснива на принципу: опште добро изнад личног добра.
25. У циљу спровођења овог програма ми захтевамо: стварање јаке централне власти Рајха, безусловне власти политичког централног парламента у целом Рајху и свим његовим организацијама; и формирање корпорација којима ће се спровести закони Рајха у немачким државама а које ће бити засноване на националним поседима и делатности.